# 줄무늬땅다람쥐
줄무늬땅다람쥐(Xerus erythropus)는 다람쥐과에 속하는 설치류의 일종이다. 아프리카의 토착종이다. 1803년 에티엔 조프루아 생틸레르가 처음 기술했지만, 원래의 출판물을 사용할 수 없기 때문에 현재 학명의 명명자는 1817년 데스마레(Desmarest)가 더 자주 인용된다. 6종의 아종이 알려져 있다. 상당히 큰 다람쥐로 모래빛 갈색 또는 진한 갈색의 털과 길이 방향의 줄무늬를 갖고 있으며, 하체는 희끄무레한 색을 띤다. 성적을 성숙해지면, 단순한 형태의 굴 속에서 혼자 또는 짝을 이뤄 둥지 중앙에서 살며, 땅에서 주로 씨앗이나 견과류, 뿌리 등의 먹이를 구하고 돌 아래에 먹이를 과도하게 감춘다. 흔하게 발견되는 종으로 국제 자연 보전 연맹(IUCN)이 보전등급을 "관심대상종"으로 분류하고 있다.

## 아종
6종의 아종이 알려져 있다.
- X. e. erythropus - 모리타니부터 중앙아프리카공화국까지의 서아프리카.
- X. e. chadensis - 니제르 동부, 나이지리아, 카메룬, 차드 남부, 수단 중서부.
- X. e. lacustris - 콩고민주공화국 북부.
- X. e. leucombrinus - 우간다 동부, 수단 남동부, 에티오피아, 에리트레아, 케냐 북부.
- X. e. limitaneus - 수단 남서부, 차드와 중앙아프리카공화국의 인근 지역.
- X. e. microdon - 케냐 남부.